# درنوواتس (ورانگه)
درنوواتس (به صربی: Drenovac) یک منطقهٔ مسکونی در صربستان است که در ناحیه پچینیا واقع شده‌است. درنوواتس ۱۶۷ نفر جمعیت دارد.